# Tillsammans igen
Tillsammans igen är ett studioalbum med dansbandet Zlips från år 2000. "Tillsammans igen" är Zlips debutalbum, med sångerskan Gabriella Nilsson i spetsen och innehåller bland annat melodin En gång till som låg på Svensktoppen under perioden 20 maj -24 juni 2000 .

## Låtlista
- En gång till (A-L.Högdahl-K.Klingenstjärna)
- Sommaren det regnade (Martin Klaman-J.Carlsson)
- The Church on Cumberland Road (Di Piero-Sherill-Robbins)
- Varje gång jag ser dig (Martin Klaman-Gers-Parker-J.Carlsson)
- Telephone Baby (J.Otis)
- Tillsammans igen (D.Pickell-J.Neill-J.Carlsson)
- Jag vill att du ska tro på mig (T.Nyman)
- Stanna kvar (J.Jensen)
- Kvinnan i mitt liv (D.Attlerud)
- Glöm dina löften i natt (Martin Klaman-J.Carlsson)
- Ta en dag i sänder (T.G:son)
- Du är min längtan (T.G:son)
- Natten är vår (Martin Klaman-Keith Almgren)
- Evelina (M.Fogelqvist)